# Міграція населення

Сальдо міграції 2008 рокуУмовні позначення:
позитивне
негативне
нульове
дані відсутні

Умовні позначення:
Міграція населення (лат. migratio — переселення) — механічні переміщення людей через кордони тих чи інших територій зі зміною місця проживання назавжди, на більш-менш тривалий час або з регулярним поверненням до нього.

## Сутність
Міграція населення — складний суспільний процес, що впливає на різні сторони соціально-економічного життя людства. Людей, які вчиняють міграцію, називають мігрантами. Особи, які переселилися в іншу країну на постійне місце проживання, — емігранти, які переселилися в межах країни на постійне місце проживання  — іммігранти. Різниця між кількістю іммігрантів і емігрантів — міграційне сальдо (чиста міграція) — безпосередньо впливає на кількість населення країни. Сума кількості іммігрантів і емігрантів дає обсяг валової міграції. Кількість мігрантів по всьому світові 1910 року дорівнювала 33 млн осіб, 1965 року це число подвоїлось і сягнуло позначки 65 млн осіб, 1990 року у світі було вже 120 млн, а на початку XXI століття — 175 млн мігрантів. Статистичні дані міграційних процесів широко використовуються у різних соціальних науках і прикладних дисциплінах. Наприклад, у кримінології, при аналізі стану злочинності певної території, визначенні складності оперативної обстановки, виявленні причин скоєння правопорушень тощо.

## Класифікація
Міграції за напрямком потоків поділяються на:
- Внутрішні, такі що відбуваються між окремими адміністративними одиницями різного рівня однієї держави, містами, сільською і міською місцевістю тощо[1]. У XX столітті в усіх країнах світу активізувалися такого типу міграції, що тісно пов'язано з процесами урбанізації, освоєння до того неосвоєних земель (наприклад, освоєння цілинних і перелогових земель Росії та Казахстану, пасовищ Австралії, пампи і кампосу Бразилії)[2].
- Зовнішні, такі що відбуваються між державами, регіонами планети, континентами;
  - еміграція (виїзд громадян конкретної держави за кордон),
  - імміграція (в'їзд іноземних громадян до конкретної держави),
  - рееміграція (повернення колишніх, або дійсних громадян держави на свою батьківщину),
  - репатріація (повернення людей на батьківщину, що були насильно вивезені)[1].

Міграції за тривалістю поділяються на:
- постійні (безповоротні) — переміщення на постійне або довгострокове місце проживання;
- тимчасові — переміщення на відносно короткий строк;
- сезонні — щорічні переміщення, пов'язані з роботою, відпочинком на курортах, кочова міграція;
- маятникові — регулярні щоденні, або щотижневі поїздки на роботу або навчання за межі місця проживання.

Різні типи міграції включають:
- сезонну міграцію туристів і сільськогосподарських робітників,
- міграцію з сільської місцевості в міста, яка відбувається в країнах, що розвиваються, в процесі індустріалізації (урбанізація),
- міграцію з міст у сільську місцевість, поширенішу в розвинених країнах (руралізація),
- кочівництво і паломництво,
- тимчасову і довгострокову,
- маятникову,
- прикордонну або транзитну.

За формами організації міграції бувають:
- суспільно організовані (керовані), або неорганізовані;
- добровільні, або примусові;
- легальні, або нелегальні.

## Причини
Головні чинники міграцій:
- Економічні — пошук людьми кращих умов життя, виїзд із метою працевлаштування, освоєння нових земель та наукової діяльності. Наприклад, у США при оформленні імміграційних віз переваги мають кваліфіковані спеціалісти, наукові працівники, люди рідкісних професій та родичі громадян цієї країни[2]. У світі налічується приблизно 70 млн офіційних трудових мігрантів[4].
- Політичні — пов'язані з війнами, зі зміною державних кордонів, з дискримінацією певних соціальних груп населення, утиском релігійних груп. Відомі певні «хвилі» міграцій, пов'язані зі зміною політичної ситуації у світі (Перша і Друга світові війни, локальні війни, дискримінація людей залежно від їх політичних поглядів, виїзд дисидентів)[2].
- Стихійні — викликані природними катастрофами (виверження вулканів, землетруси), стихійними лихами (повіді, урагани)[2].

## Стадії міграції
- прийняття рішення про міграцію;
- територіальне переміщення;
- адаптація.

## Наслідки
Міграція впливає на важливі економічні, соціальні, демографічні та етнічні процеси як у середині окремих держав, так і на картину цих процесів у світовому масштабі. Міграції історично частіше призводили до підвищення поліетнічності населення окремих регіонів, держав, окремих частин держав. Переміщення різних етносів зумовлюють зміни в розміщенні народів, змінюють соціальний та етнічний склад міст і сіл, розширюють міжетнічні контакти, збільшують кількість змішаних шлюбів. Мігранти приносять з собою елементи власних культур, мов, психології, світогляду, особливості побуту та ведення господарства. В історії часто з великими переселенням народів відбувалась зміна довкілля, коли нові народи перебудовували місцеві екосистеми під власні традиції природокористування, як погіршуючи стійкість екосистеми, так і покращуючи її.
Міграція як складний процес, особливо коли він неконтрольований, може мати негативні наслідки. Відплив жителів може призвести до невідтворення населення, нестачі трудових ресурсів; приплив мігрантів до густонаселених районів, у великі міста, веде до перенаселення, неможливості задовольнити більшість нагальних потреб людини. У свою чергу така ситуація спричиняє розвитку ксенофобії, виникнення міжетнічних конфліктів на міжособовому і колективному рівні.

## Зовнішні міграції
| №  | Країна          | Емігранти (млн осіб) |
| -- | --------------- | -------------------- |
| 1  | Росія           | 12,1                 |
| 2  | Мексика         | 10,1                 |
| 3  | Індія           | 9,1                  |
| 4  | Бангладеш       | 6,8                  |
| 5  | Україна         | 5,9                  |
| 6  | КНР             | 5,8                  |
| 7  | Велика Британія | 4,2                  |
| 8  | Казахстан       | 3,6                  |
| 9  | Пакистан        | 3,4                  |
| 10 | Філіппіни       | 3,4                  |

Зовнішні міграції бувають такими масовими, що суттєво впливають на розвиток не тільки окремих країн, а й цілих континентів. Наприклад, після Доби великих географічних відкриттів європейці заселили величезні простори Північної та Південної Америки, Австралії, докорінно змінивши їхню етнічну картину. В історії таких «країн мігрантів», як США, Канада, Австралія були періоди, коли механічний приріст населення перевищував природний приріст. До Америки примусово ввозилося багато чорношкірих рабів з Африки, а до Австралії англійці відсилали власних злочинців на заслання. Упродовж століть суттєво змінювалися напрями та причини міграцій; міграції відрізнялись за обсягом та складом переселенців. У Західній Європі за період 1815—1914 років «чиста» еміграція становила 35—40 млн осіб. Великі потоки мігрантів до Америки дали Велика Британія, Італія, Німеччина, Іспанія, Франція, Ірландія, країни Скандинавії, Польща, Росія, Україна. У XX столітті посилився потік мігрантів із Китаю, Японії, Південно-Східної Азії до Америки. У другій половині XX століття до країн Європи приїхало багато переселенців з Африки, Південно-Західної Азії; до Росії прибували мігранти з Кореї, Китаю, В'єтнаму. Новітня міграція спочатку мала сезонний характер, але поступово африканці, індійці, турки, іранці оселилися в країнах Західної Європи назавжди. Наприкінці XX століття посилився потік мігрантів із Куби і В'єтнаму до США, з Туреччини, Хорватії, Боснії та Герцеговини до Німеччини. Етнічні німці репатріюють із Росії, Казахстану до Німеччини; росіяни — з Азербайджану, Казахстану, Таджикистану, Ічкерії до Росії та інших країн; євреї — до Ізраїлю.

### Біженці
Наприкінці XX століття новим трендом у потоках міграції стало зростання кількості біженців. У 1990-х роках територіальні конфлікти, міжнаціональні локальні суперечки, гостра політична боротьба, інколи голод породжують нову «хвилю» міграції населення. Великі внутрішні і зовнішні потоки біженців спостерігаються в багатьох країнах Південної та Південно-Західної Азії (Афганістан, Індія, Шрі-Ланка, Іран, Ірак, Ізраїль, Ліван), Африки (Ангола, Ефіопія, Чад, Сомалі, ПАР, Уганда), Латинської Америки (Куба, Нікарагуа, Гватемала, Перу, Колумбія). Збільшується потік біженців із республік Центральної Азії (Киргизстан, Таджикистан, Туркменістан) та країн Південного Кавказу до Росії. Розпад соціалістичної Югославії спричинив міграцію населення з її території до країн Західної Європи. На початку XXI століття у світі налічувалось щонайменше 20 млн біженців.

### Зовнішня міграція в Україні
Зовнішня міграція для України була тривалий час бурхливим явищем, що мало своїм витоком драматичну історію українського народу, гноблення різноманітними окупантами та відсутність власної державності. Згідно з даними Національного інституту стратегічних досліджень, у 1990-х року з України щороку емігрувало 300 тис. осіб (переважно євреїв та німців), одночасно щороку до України на постійне проживання прибувало близько 300 тис. мігрантів із сусідніх країн. На батьківщину реемігрують українці з Росії, Далекого Сходу, Сибіру, Казахстану; до Криму повертаються депортовані кримські татари. Наразі в Україні переважає еміграція. Найбільш інтенсивним залишається обмін населенням між Україною і колишніми республіками СРСР, проте його обсяги значно зменшилися. Так 2008 року брутто-міграція становила 44,8 тис. осіб, тобто була майже в 15 разів меншою, ніж у перші роки після розпаду СРСР.
Для початку 1990-х років для України було типовим значне переважання в'їзду над виїздом; додатне міграційне сальдо швидко збільшувалося (1989 рік — 44,3 тис., 1992 рік — 288 тис. осіб). Міграційний приріст забезпечувався передусім поверненням на батьківщину вихідців з України; з «гарячих точок» прибували представники корінного населення (62 тис. біженців із Придністров'я (Молдова); 3 тис. осіб з Абхазії (Грузія); 2 тис. з Ічкерії (Росія); 5 тис. осіб із Таджикистану. У середині 1990-х відбулося значне скорочення імміграції, вперше за повоєнний період сальдо міграції було від'ємним (1994 рік — −142,9 тис. осіб). Після стабілізації економіки міграція між новоутвореними республіками набула паритетного характеру, у 2002 році від'ємне сальдо впало до 33,8 тис., а від 2005 набуло додатного значення (2008 рік додатне сальдо у 15 тис. осіб). За період 1991—2008 років до України з країн колишнього СРСР прибуло понад 2,2 млн осіб, вибуло приблизно 2 млн, додатне сальдо становило приблизно 250 тис. осіб. За період 1991—2008 років з України до країн Заходу виїхало понад 600 тис. громадян, в'їхало приблизно 150 тис. (більшість військовослужбовці Радянської армії, що виводилася з країн Центральної Європи). Пік еміграції припав на 1990 рік (понад 90 тис. осіб, понад 60 % становили євреї), 2008 року еміграція становила 7,5 тис. осіб (лише 5,6 % з них євреї). Окрім етнічного забарвлення змінилася і географія країн призначення: 1995 року до Ізраїлю прямували 38,9 % емігрантів, 2008 року — більша частина до США і Німеччини, до Ізраїлю лише 14,3 %.
Відкриття кордонів створило можливості для досягнення громадянами основної мети еміграції — підвищення рівня життя шляхом тимчасових поїздок за кордон із метою заробітку. Це спричинило зростання тимчасової трудової міграції, яка у 2010-х роках сягнула 2—3 млн осіб:
- Росія — 1 млн заробітчан
- Польща — 300 тис. заробітчан
- Італія — 200 тис.
- Чехія — 200 тис.
- Португалія — 150 тис.
- Іспанія — 100 тис.
- Туреччина — 35 тис.
- США — 20 тис. заробітчан[4].
- Трудова міграція забезпечує добробут багатьох сімей, є джерелом валютних надходжень (у 2010-х роках 4—6 млрд доларів США щорічно)[4]. Серйозною проблемою залишається нелегальна трудова міграція, торгівля людьми, зокрема продаж жінок у сексуальне рабство[4].

Крім виїзду за кордон власних громадян, включення у світові міграційні процеси виявилося для України в тому, що після здобуття незалежності Україною та включення її у світові міграційні процеси територія держави стала використовуватись як транзитний коридор для нелегальних мігрантів і кінцеве місце призначення шукачів притулку громадян країн Африки й Азії. Близько 2 тис. іноземців щорічно клопочуться про набуття статусу біженця в Україні. Офіційно в України перебувають біженці з понад 40 країн світу, найбільше серед них афганців. Упродовж 1991—2008 років на кордонах України було затримано понад 100 тис. нелегальних мігрантів (1991 рік — 148 осіб, 1999 рік — 14,6 тис. осіб). Найбільше серед них громадян Молдови, Російської Федерації, Індії, Пакистану, Афганістану. Посилення охорони державного кордону, удосконалення візового контролю дали змогу загальмувати наростання нелегальної міграції через Україну.
В Україні питання міграційних процесів регулюються правовими нормами законів України: «Про біженців» (1993), «Про правовий статус іноземців» (1994), «Про порядок виїзду з України і в'їзду в Україну громадян України» (1994), «Про туризм» (1995) тощо.

## Внутрішні міграції

### Внутрішня міграція в Україні
Міграція сприяє підвищенню мобільності населення України, змінює соціальну структуру населення регіонів і впливає на урбанізаційні процеси. Постійні внутрішні міграції в Україні загалом відбувалися на початку 1990-х років між містами: 40 % — переважно з малих міст у великі, 30 % припадає на переселення з села в місто, 15 % — з міста в сільську місцевість і тільки 10 % — між селами. 70 % усіх цих потоків зосереджено в межах своїх областей. У середині 1990-х років ця загальна тенденція дещо порушилася через невизначеність з умовами проживання у містах у період економічної кризи. Проте пізніше вона знову набрала попереднього вигляду.
Незначні міжобласні потоки мігрантів в основному спрямовуються із західного регіону на схід та у південні області. Частину з них у минулому становили організовані мігранти, переселення яких стимулювала держава. Найбільше додатне сальдо міжрегіональних міграцій 1999 року було характерне для Києва (6,7 ‰, тобто 6,7 на 1000 осіб) та Дніпропетровської, Черкаської, Полтавської областей, міста Севастополя (0,8 ‰), найменше — для Кіровоградської (–2,0 ‰).
Маятникові міграції, як правило, здійснюються у великі міста з сіл і малих міст. На території України сформувалися два великі райони інтенсивних маятникових трудових міграцій: східний (Донецька і Луганська області) та західний (Львівська, Івано-Франківська, Чернівецька, Закарпатська). Цьому сприяли густа сітка транспортних шляхів у них, а також високий рівень розвитку індустрії на Донбасі та велика густота сільського населення у західних областях.

### Українською
- Міграція // Євтух В. Б. Етнічність: енциклопедичний довідник, Нац. пед. ун-т імені М. П. Драгоманова, Центр етноглобалістики. — м. Київ: вид. «Фенікс», 2012 р. — С. 214—215. — ISBN 978-966-651-966-8.
- Економічна і соціальна географія країн світу. Навчальний посібник / За ред. Кузика С. П. — Л. : Світ, 2002. — 672 с. — ISBN 966-603-178-7.
- Міграція населення // Політологічний енциклопедичний словник / За ред. М. П. Требіна. — Х. : Право, 2015.
- Голіков А. П. Вступ до економічної і соціальної географії. — К. : Либідь, 1996.
- Міграційні процеси в сучасному світі. — К., 1999.
- Задорожній О. В., Медведєва М. О. Міграція нелегальна // Українська дипломатична енциклопедія: У 2-х т / Редкол. : Л. В. Губерський (голова) та ін. — К. : Знання України, 2004. — Т. 2. — 812 с. — ISBN 966-316-045-4.
- Зовнішні трудові міграції населення України. — К., 2002.
- Карпачова Н. І. Стан дотримання та захисту прав громадян України за кордоном: Спеціальна доповідь уповноваженого Верховної Ради України з прав людини. — К., 2003.
- Малиновська О. А. Біженці в світі та в Україні: моделі вирішення проблеми. — К., 2003.
- Малиновська О. А. Мігранти, міграція та Українська держава: аналіз управління зовнішніми міграціями. — К., 2004.
- Малиновська О. А. Міграція // Політична енциклопедія / Редкол. : Ю. Левенець (голова), Ю. Шаповал (заст. голови) та ін. — К. : Парламентське видавництво, 2011. — С. 450. — ISBN 978-966-611-818-2.
- Малиновська О. А. Міграція та міграційна політика: Навч. посіб. для студ. ВНЗ. — К. : Центр учбової літератури, 2010. — 304 с.
- Паламарчук М. М., Паламарчук О. М. Економічна і соціальна географія України з основами теорії. — К. : Знання, 1998.
- Пирожков С. та ін. Зовнішня міграція в Україні: причини, наслідки, стратегії. — К., 1997.
- Піскун О. Основи міграційного права: порівняльний аналіз: Навчальний посібник. — К., 1998.
- Психологія міграції: навч. посіб. / М. М. Слюсаревський, О. Є. Блинова. — Вид. 2-е, переробл. і допов. — Київ: Талком, 2018. — 360 с. — ISBN 617-7685-40-0.
- Топчієв О. Г. Основи суспільної географії. — О. : Астропринт, 2001.

### Англійською
- (англ.) Міжнародна міграція, грошові перекази і розвиток сільських районів. — Міжнародний фонд сільського розвитку (IFAD), 2008. — ISBN 978-92-9072-056-0.

### Російською
- (рос.) Боярский А. Я. Население и методы его изучения. — М., 1975.
- (рос.) Ковалев С. О., Ковальская Н. Я. География населения СССР. — М. : Издательство МГУ, 1990.
- (рос.) Моисеенко В. М. Миграция населения // Демографический энциклопедический словарь / главн. ред. Валентей Д. И. — М. : Советская энциклопедия, 1985. — 608 с.
- (рос.) Копылов В. А. География населения. — М., 2005.
- (рос.) Население и трудовые ресурсы: Справочник. — М. : Мысль, 1990.

- (рос.) Шульга Н. Великое переселение народов: репатрианты, беженцы, трудовые мигранты. — К., 2002.
- (рос.) Ягельский А. География населения. — М. : Прогресс, 1980. — 383 с.